# Fernando Escartín
Fernando Escartín Coti, född 24 januari 1968 i Huesca, är en spansk före detta tävlingscyklist. Hans främsta merit är en sammanlagd tredjeplats i Tour de France 1999 där han också vann en etapp. Escartín var en utpräglad bergsspecialist vilket också ledde till två sammanlagda andraplatser i Vuelta a España 1997 och 1998.
Fernando Escartín vann Katalonien runt 1997.

## Stall
- CLAS - Cajastul 1990–1993
- Mapei 1994–1995
- Kelme 1996–2000
- Team Coast 2001–2002